# فوكسفيري

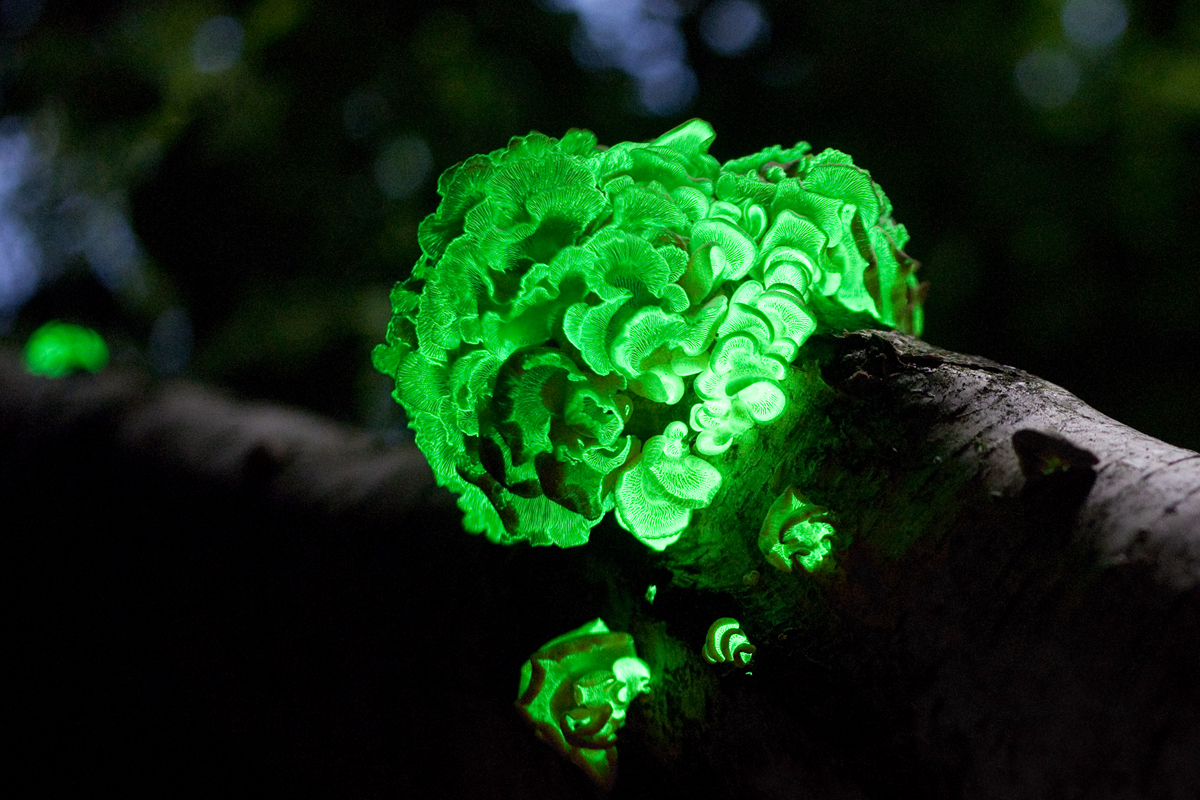
فطريات تتوهج علي غصن شجرة

فوكسفيري (بالإنجليزية: Foxfire)‏ و يشار إليها أحياناً ب«النار الخرافية» و هو نوع من الضيائية الحيوية و موجودة في بعض الأنواع من الفطريات الموجودة علي الأخشاب المتحللة، ويعزى توهج الأخضر المزرق إلى إنزيم اللوسفراز وهو إنزيم مؤكسد، والتي تصدر الضوء عندما يتفاعل مع اللوسفرين، على الرغم من إن الغرض من ذلك غير معروف، إلا إنه يعتقد علي نطاق واسع إن الضوء مقصود لجذب الحشرات لنشر جراثيمها، أو ليكون بمثابة تحذير للحيوانات الجائعة، مماثلة إلي اللوان الزاهية التي أظهرتها بعض الفطريات السامة أو غير مستساغة للحيوانات .

## التاريخ

تم استخدام المصباح اليدوي للتدليل على ظاهرة الفوكسفيري

قد كتبت أقدم الوثائق المسجلة من الفوكسفيري من قبل أرسطو في 382 قبل الميلاد، وقد دون أنها تخرج ضوء وعلي عكس النار، وهي باردة عند لمسها، وذكر أيضاً المفكر الروماني بليني الأكبر إن الخشب المتوهج قد ظهر في بساتين الزيتون .
و على الرغم من إنها ذكرت في العديد من المراجع الأدبية، لكن لم يثم اكتشاف السبب حتي عام 1823 , و تم فحصها عندما كان الخشب الداعم في المناجم يتوهج وتبين إن التوهج كان بسبب نمو الفطريات